# محمد يوسف حجي
محمد يوسف حجي هو سياسي كيني، ولد في 23 ديسمبر 1940 في محافظة غاريسا في كينيا. نشط حزبياً في Kenya African National Union ‏. وقد انتخب Minister of Defence of Kenya ‏ (8 يناير 2008 – 26 أبريل 2013) وفي الانتخابات الرئاسية الكينية 2017، انتخب Member of the Senate of Kenya ‏ عن دائرة محافظة غاريسا وقد انضم خلال فترته النيابية ‏ (31 أغسطس 2017 – ) للكتلة البرلمانية حزب اليوبيل ‏ وانتخب عضو الجمعية الوطنية ‏.